# أوبيكشا
أوبيكشا (بالإنجليزية: Upeksha)‏ باللغة السنسكريتية أو "أوبيكخا" باللغة البالية، وهو يعني "التوازن الذهني أو رباطة الجأش والرصانة" أو "عدم التعلق" أو "الاعتدال الذهني" أو "التخلي". و"أوبيكشا" لا يعني "اللامبالاة". إنه العنصر الرابع من عناصر الحب الحقيقي وله جذور في حكمة المساواة التي تزيل جميع الحدود والتمييز والتحيزات، مما يؤدي إلى وحدة سامية حيث لا يوجد "أنا" ولا "آخر". وبدون "أوبيكشا"، يصبح الحب تملكياً. ينمو التوازن الذهني أو "أوبيكشا" من اليقظة الذهنية، وبالتالي يصبح المرء سيداً لكل موقف بغض النظر عن الموقف. وبدونها، لا يمكن للمرء أن يتعامل مع الأمور بهدوء ويسر. أهمية "أوبيكشا" تكمن في أنها تجعل الإنسان يعيش بلا شروط.
الفهم بأن سعادتنا وسعادة الآخرين لا يمكن فصلهما ينقلنا مباشرة إلى العنصر الرابع من "براهمفيهارا"، وهو "أوبيكشا". التوازن الذهني لـ"أوبيكشا" يحمل القدرة على النظر إلى الأمور من منظور واسع وشامل دون التحيز لأي جانب. إنَّ العدو القريب لـ"أوبيكشا" هو "اللامبالاة"، والتي يصعب التعرف عليها لأنها تتظاهر على السطح بالاعتدال الذهني؛ اللامبالاة تؤدي إلى الانسحاب إلى شكل من أشكال الإنكار مثل القمع أو تبني موقف "لا أهتم-لا يمكنني أن أكون مهتماً".
في اليوغا، "مايتري"، "كرونا"، "موديتا" و"أوبيكشا" هي فقط جوانب مختلفة من التعاطف الشامل، الذي يزيل جميع الانحرافات في طبيعتنا ويوحدنا مع زملائنا البشر. هذا هو الجانب الإيجابي للعقل فيما يتعلق بالامتناع عن الأذى (أهيمسا) الذي سيطهر العقل ويجعله مناسبًا لـ "شرادا" (الإيمان) وغيرها، ويعده ليصبح ثابتًا بهدف تحقيق المعرفة التمييزية الحقيقية. إنها حالة من الكارما لها مكانة عالية في السادانا (الممارسة الروحية). مثل المساواة في "بهاجافاد غيتا"، تعمل "أوبيكشا" في البوذية على مستويات عديدة، وهناك عشرة أنواع من "أوبيكشا" يتم تعدادها؛ إنها المساواة المسماة "أوبيكشا ذات الأبعاد الستة" التي تتخلى عن جميع ردود الفعل الحسية الستة عندما يقدم أي شيء ممتع أو غير ممتع نفسه. قد يتضمن "سامادهي" (التأمل العميق) أيضًا تنمية الحالات الأربعة المسماة "براهمفيهارا" التي هي: "النية الحسنة" (مايتري)، "الرحمة" (كارونا)، "الفرح المتعاطف" (موديتا) و"التوازن الذهني" (أوبيكشا). عندما تُمارس بشكل مثالي، تأخذ هذه الحالات الشخص إلى حالات العقل النقية على مستوى اللاشكلي، التي تقترب من قمة الوجود.